# Шапел деван Бријер
Шапел деван Бријер (фр. Chapelle-devant-Bruyères) насеље је и општина у североисточној Француској у региону Лорена, у департману Вогези која припада префектури Сен Дије де Вогез.
По подацима из 2011. године у општини је живело 631 становника, а густина насељености је износила 31,19 становника/km². Општина се простире на површини од 20,23 km². Налази се на средњој надморској висини од 453 метара (максималној 768 m, а минималној 447 m).

## Демографија
| 1962. | 1968. | 1975. | 1982. | 1990. | 1999. | 2011. |
| ----- | ----- | ----- | ----- | ----- | ----- | ----- |
| 454   | 506   | 548   | 609   | 633   | 611   | 631   |

График промене броја становника у току последњих година